# Solan, Ludvig och Gurin med rävsvansen
Solan, Ludvig och Gurin med rävsvansen (norska: Solan, Ludvig og Gurin med reverompa) är en norsk animerad äventyrskomedi och familjefilm från 1998 regisserad av John M. Jacobsen och Nille Tystad. Den bygger löst på Kjell Aukrusts bok Gurin med reverompa (1991) och räknas som Norges första tecknade långfilm.
Filmen hade premiär på bio i Norge 7 augusti 1998.

## Handling
Stalltomten Gurin kan inte bli att hålla på med rävspratt. Därför vaknar han en dag med rävsvans. Ryktet om rävsvansen sprids fort och han blir mobbad. Värre är att den rika änkan Stengenføhn-Gnad från Oslos bästa västkanten vill ha svansen som prydnad. Hon försöker att anlita Solan, som tillsammans med Ludvig har lämnat Flåklypa för att starta en detektivbyrå i Oslo. Fast istället uppsöker han Gurin för att varna honom. Han får hjälp av Reodor Felgen som bygger Rävsvansdetektorn.

## Rollista
- Grethe Kausland – Solan Gundersen
- Toralv Maurstad – Ludvig
- Pia Borgli – Gurin
- Marit A. Andreassen – Ragna
- Trond Brænne – älgen / hästen
- Anitra Eriksen – Tynsetmus
- Wenche Foss – änkan Stengelføhn-Glad
- Jan Grønli – gäst på skjutsstation
- Kari-Ann Grønsund – Barbro
- Anders Hatlo – Roger Jurtappen / papegojan Valentino / adjutanten
- Guri Schanke – bygdegrabb
- Unn Vibeke Hol – bygdegrabb
- Mari Maurstad – bygdegrabb
- Bjørn Jenseg – stabburssångaren
- Johannes Joner – gäst på skjutsstation
- Pål Espen Kilstad – HM Konungen / Bjarne Rimi
- Sossen Krohg – Othilie
- Lasse Lindtner – kråkor / bonden
- Helge Reiss – Rudolf Blodstrupmoen
- Frank Robert – Reodor Felgen
- Morten Røhrt – hovmästaren
- Ingrid Vollan – bagarfru

## Mottagande
Filmen blev en stor publiksuccé med över 700 000 sålda biljetter då den gick på bion i Norge.
Filmen blev bra mottagen av kritikerna i de stora tidningarna. Bland annat så gav Dagbladet, VG och Aftenposten filmen fem och Dagsavisen fyra i betyg. Kritiken Tom-Erik Lønnerød på Norsk Animasjon var inte lika nöjd; han menade det var en medelmåttig film som blev framgångsrik på grund av kvaliteter som låg långt utanför själva filmen och menade manuset var svagast.

## Utgivning
Filmen utgavs på VHS den 13 augusti 1999 och på DVD den 2 november 2005.[källa behövs] Filmen finns även utgiven på VHS i Sverige 2001 av Ozon Media och 2002 av Atlantic Film.